# Воскресенка (Сорокинський район)
Воскресе́нка (рос. Воскресенка) — присілок у складі Сорокинського району Тюменської області, Росія.
Населення — 35 осіб (2010, 72 у 2002).
Національний склад станом на 2002 рік:
- росіяни — 58 %
- казахи — 28 %